# Tersilochus thuringiacus
Tersilochus thuringiacus là một loài tò vò trong họ Ichneumonidae.